# 圣博内特龙赛
圣博内特龙赛（法語：Saint-Bonnet-Tronçais，法語發音：[sɛ̃ bɔnɛ tʁɔ̃sɛ]）是法国阿列省的一个市镇，位于该省西北部，属于蒙吕松区。

## 地理
圣博内特龙赛（46°39'36"N, 2°41'36"E）面积27.98 平方千米，位于法国奥弗涅-罗讷-阿尔卑斯大区阿列省，该省份为法国中部省份，北起涅夫勒省、西北接谢尔省，西南至克勒兹省，南至多姆山省，东南临卢瓦尔省，东临索恩-卢瓦尔省。
与圣博内特龙赛接壤的市镇（或旧市镇、城区）包括：艾奈堡、布赖兹、勒布勒通、塞里伊、伊勒和巴尔代、谢尔省沙朗通、莫讷-维特赖。

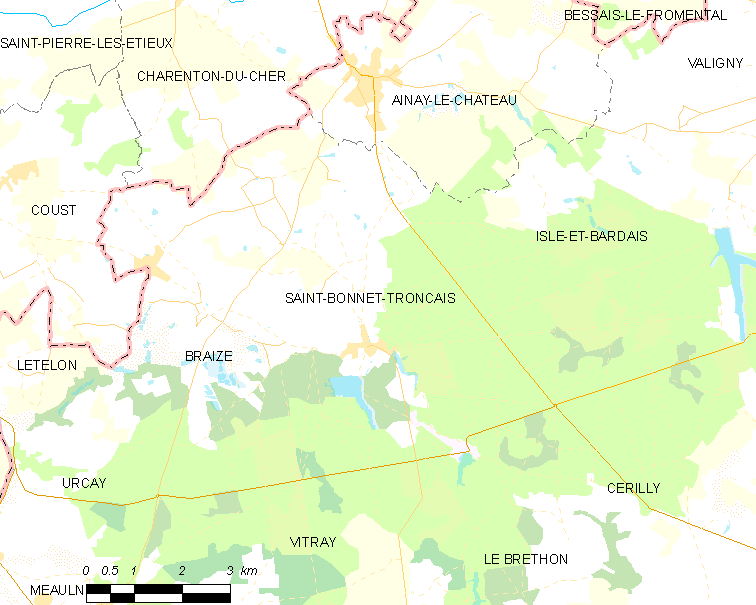
圣博内特龙赛的OSM定位图

圣博内特龙赛的时区为UTC+01:00、UTC+02:00（夏令时）。

## 行政
圣博内特龙赛的邮政编码为03360，INSEE市镇编码为03221。

## 政治
圣博内特龙赛所属的省级选区为波旁拉尔尚博县。

## 人口

1962-2008年间圣博内特龙赛人口变化图示

圣博内特龙赛于2022年1月1日时的人口数量为739人。